# PINY
PINY (PINY Institute of New York) è una serie televisiva animata spagnola tratta dalla linea di giocattoli Pinypon. Realizzata in computer grafica da Famosa Animation e ánima kitchent nel 2015 è composta da 52 episodi da 11 minuti trasmessa sul canale spagnolo di Disney Channel dal 18 settembre 2016.
In Italia la serie è andata in onda con 13 puntate della durata di 22 minuti circa contenente 2 episodi originali su Frisbee dal 10 ottobre 2016. Le rimanenti 13 puntate (26 episodi originali) sono ancora inedite.
Inizialmente PINY era l'acronimo di Pinypon Institute of New York: un esclusivo college dove è ambientata la serie. In seguito gli autori hanno rimosso dal titolo la scritta Pinypon.

## Trama
La vita di Michelle cambia drasticamente quando entra nel college più prestigioso per aspiranti fashion designer: il PINY. Michelle trova amici, ma si farà nemica Julia che è disposta a tutto per affermare la sua posizione come regina dell'istituto.

## Personaggi
Michelle Fairchild
È una ragazza di umili origini che va d'accordo con tutti; è presa di mira da Julia e per vendicarsi a volte combina dei guai.
Doppiata da Letizia Ciampa (italiano)
Tasha Robinson
È una ragazza espansiva che dice quello che pensa. Crede nell'amicizia e odia le ingiustizie.
Doppiata da Veronica Puccio (italiano)
Lilith Anderson
È una ragazza molto seria e intelligente, si affida ai suoi calcoli per risolvere i problemi degli altri.
Doppiata da Erica Necci (italiano)
Julia Cooper
Fiera e combattiva, teme che Michelle possa rubarle la scena e fa di tutto per metterla in ridicolo affinché si ritiri o venga espulsa.
Doppiata da Valentina Favazza (italiano)
Rita
Sfrutta la sua amicizia con Julia per farsi notare dagli altri e non esita a parlare male alle spalle degli altri.
Doppiato da Gemma Donati (italiano)
Dory
Amica di Julia, è una brava ragazza sensibile e generosa, a causa di Julia deve nascondere la sua vera natura .
Doppiata da Ughetta d'Onorascenzo (italiano)
Sam
Un amico di Michelle ama ascoltare la musica. Ha una cotta per Michelle.
Doppiato da Alex Polidori (italiano)
Will
Amico di Sam vuole fare il giornalista. Michelle e Julia hanno un debole per lui.
Doppiato da ? (italiano)
Mrs Rania Forbes
La direttrice del PINY.
Doppiata da Claudia Catani (italiano)

## Episodi
| N° Ita | N° Esp | Titolo originale        | Titolo italiano          | Data Italia     |
| ------ | ------ | ----------------------- | ------------------------ | --------------- |
| 1      | 1      | Primera Impresiones     | Prima Impressione        | 10 ottobre 2016 |
| 1      | 2      | Segunda Impresiones     | Seconda Impressione      | 10 ottobre 2016 |
| 2      | 3      | El Secreto              | Il Segreto               | 11 ottobre 2016 |
| 2      | 4      | Moda Sin Estilo         | Colpi di Furbizia        | 11 ottobre 2016 |
| 3      | 5      | Enseñar O No Enseñar    | Lezioni private          | 12 ottobre 2016 |
| 3      | 6      | Modas Pasajeras         | Olo-Cucciolo             | 12 ottobre 2016 |
| 4      | 7      | La Mejor Vestida        | Chi la Fa l'Aspetti      | 13 ottobre 2016 |
| 4      | 8      | Cosmanía                | Cosmania                 | 13 ottobre 2016 |
| 5      | 9      | Maquillage de Espanto   | Trucco da Incubo         | 14 ottobre 2016 |
| 5      | 10     | La Maldicíon del Puente | La Maledizione del Ponte | 14 ottobre 2016 |
| 6      | 11     | Un Asunto Ecuestre      | Un Cavallo per Modello   | 17 ottobre 2016 |
| 6      | 12     | Un Ídolo de Masas       | Un Idolo                 | 17 ottobre 2016 |
| 7      | 13     | Admirador No-Secreto    | Non Ammiratori Segreti   | 18 ottobre 2016 |
| 7      | 14     | Pasarela de Recuerdos   | La Sfilata               | 18 ottobre 2016 |
| 8      | 15     | Esquivando Problemas    | Senza Idee               | 19 ottobre 2016 |
| 8      | 16     | Laberinto               | Il Labirinto             | 19 ottobre 2016 |
| 9      | 17     | Torpe Cupido            | Il Segreto dell'Amore    | 20 ottobre 2016 |
| 9      | 18     | Bella Lima              | Bella Lima               | 20 ottobre 2016 |
| 10     | 19     | Desastre en la Cocina   | Disastro in Cucina       | 21 ottobre 2016 |
| 10     | 20     | Sola en la Cima         | Il Prezzo del Successo   | 21 ottobre 2016 |
| 11     | 21     | La Gallinita de Lilith  | Lilith e la Gallina      | 24 ottobre 2016 |
| 11     | 22     | Encerrada               | Prigionieri              | 24 ottobre 2016 |
| 12     | 23     | Contrátame              | Il Talento di Michelle   | 25 ottobre 2016 |
| 12     | 24     | Despídeme               | Un Grosso Guaio          | 25 ottobre 2016 |
| 13     | 25     | Mis Fotos de Bebé       | Foto da Bambini          | 26 ottobre 2016 |
| 13     | 26     | Quién es Michelle?      | Chi è Michelle?          | 26 ottobre 2016 |

## Accoglienza
La serie è stata sottovalutata a causa del charater design deformato in cui i personaggi hanno testa e piedi più grandi rispetto al corpo. Nonostante lo show sia indirizzato ad un pubblico femminile di 6-8 anni i protagonisti hanno almeno 18 anni, poiché frequentano un college americano, e vengono trattati temi come il bullismo, la ritorsione e il mobbing: temi che sono appropriati per un pubblico più adulto. La trama è ben curata e non ha niente da invidiare ai suoi concorrenti più diretti come My Little Pony.